# Carex munda
Espèce
Classification phylogénétique
Carex munda est une espèce de plantes du genre Carex et de la famille des Cyperaceae.